# Grand Prix Belgie 1968
Grand Prix Belgie 1968 (oficiálně XXVIII Grand Prix de Belgique) se jela na okruhu Circuit de Spa-Francorchamps v Stavelotu v Belgii dne 9. června 1968. Závod byl čtvrtým v pořadí v sezóně 1968 šampionátu Formule 1.

## Kvalifikace
| Poř. | No. | Jezdec               | Konstruktér   | Čas    | Ztráta |
| ---- | --- | -------------------- | ------------- | ------ | ------ |
| 1    | 22  | Chris Amon           | Ferrari       | 3:28.6 | —      |
| 2    | 7   | Jackie Stewart       | Matra-Ford    | 3:32.3 | +3.7   |
| 3    | 23  | Jacky Ickx           | Ferrari       | 3:34.3 | +5.7   |
| 4    | 20  | John Surtees         | Honda         | 3:35.0 | +6.4   |
| 5    | 6   | Denny Hulme          | McLaren-Ford  | 3:35.4 | +6.8   |
| 6    | 5   | Bruce McLaren        | McLaren-Ford  | 3:37.1 | +8.5   |
| 7    | 14  | Piers Courage        | BRM           | 3:37.2 | +8.6   |
| 8    | 11  | Pedro Rodríguez      | BRM           | 3:37.8 | +9.2   |
| 9    | 3   | Jo Siffert           | Lotus-Ford    | 3:39.0 | +10.4  |
| 10   | 16  | Brian Redman         | Cooper-BRM    | 3:41.4 | +12.8  |
| 11   | 12  | Richard Attwood      | BRM           | 3:45.2 | +16.6  |
| 12   | 15  | Lucien Bianchi       | Cooper-BRM    | 3:45.9 | +17.3  |
| 13   | 10  | Jean-Pierre Beltoise | Matra         | 3:52.9 | +24.3  |
| 14   | 1   | Graham Hill          | Lotus-Ford    | 4:06.1 | +37.5  |
| 15   | 2   | Jackie Oliver        | Lotus-Ford    | 4:30.8 | +62.2  |
| 16   | 17  | Jo Bonnier           | McLaren-BRM   | 4:34.3 | +65.7  |
| 17   | 19  | Jochen Rindt         | Brabham-Repco | 4:46.7 | +78.1  |
| 18   | 18  | Jack Brabham         | Brabham-Repco | —      | —      |

## Závod
| Poř.   | No. | Jezdec               | Konstruktér   | Počet kol | Čas/Odstoupení    | Pořadí na startu | Body |
| ------ | --- | -------------------- | ------------- | --------- | ----------------- | ---------------- | ---- |
| 1      | 5   | Bruce McLaren        | McLaren-Ford  | 28        | 1:40:02.1         | 6                | 9    |
| 2      | 11  | Pedro Rodríguez      | BRM           | 28        | + 12.1            | 8                | 6    |
| 3      | 23  | Jacky Ickx           | Ferrari       | 28        | + 39.6            | 3                | 4    |
| 4      | 7   | Jackie Stewart       | Matra-Ford    | 27        | Nedostatek paliva | 2                | 3    |
| 5      | 2   | Jackie Oliver        | Lotus-Ford    | 26        | Převodovka        | 15               | 2    |
| 6      | 15  | Lucien Bianchi       | Cooper-BRM    | 26        | + 2 kola          | 12               | 1    |
| 7      | 3   | Jo Siffert           | Lotus-Ford    | 25        | Tlak oleje        | 9                |      |
| 8      | 10  | Jean-Pierre Beltoise | Matra         | 25        | + 3 kola          | 13               |      |
| Ret    | 14  | Piers Courage        | BRM           | 22        | Motor             | 7                |      |
| Ret    | 6   | Denny Hulme          | McLaren-Ford  | 18        | Hřídel            | 5                |      |
| Ret    | 20  | John Surtees         | Honda         | 11        | Zavěšení          | 4                |      |
| Ret    | 22  | Chris Amon           | Ferrari       | 8         | Chladič           | 1                |      |
| Ret    | 16  | Brian Redman         | Cooper-BRM    | 6         | Motor             | 10               |      |
| Ret    | 12  | Richard Attwood      | BRM           | 6         | Olejové potrubí   | 11               |      |
| Ret    | 18  | Jack Brabham         | Brabham-Repco | 6         | Klapka            | 18               |      |
| Ret    | 1   | Graham Hill          | Lotus-Ford    | 5         | Hřídel            | 14               |      |
| Ret    | 19  | Jochen Rindt         | Brabham-Repco | 5         | Motor             | 17               |      |
| Ret    | 17  | Jo Bonnier           | McLaren-BRM   | 1         | Kolo              | 16               |      |
| Zdroj: |     |                      |               |           |                   |                  |      |

## Průběžné pořadí po závodě
Pohár jezdců
|        | Pořadí | Jezdec          | Body |
| ------ | ------ | --------------- | ---- |
|        | 1      | Graham Hill     | 24   |
|        | 2      | Denny Hulme     | 10   |
| 14     | 3      | Bruce McLaren   | 9    |
| 1      | 4      | Jim Clark       | 9    |
| 10     | 5      | Pedro Rodríguez | 6    |
| Zdroj: |        |                 |      |

Pohár konstruktérů
|        | Pořadí | Konstruktér  | Body |
| ------ | ------ | ------------ | ---- |
|        | 1      | Lotus-Ford   | 29   |
|        | 2      | McLaren-Ford | 17   |
| 1      | 3      | BRM          | 12   |
| 1      | 4      | Cooper-BRM   | 9    |
| 1      | 5      | Ferrari      | 7    |
| Zdroj: |        |              |      |